# Ciclón Waka
El ciclón tropical severo Waka (designación del Servicio Meteorológico de Fiyi : 03F , designación del Centro Conjunto de Advertencia de Tifones: 07P) fue uno de los ciclones tropicales más destructivos que jamás hayan afectado el Reino de Tonga del Pacífico Sur. Waka se originó dentro de la cuenca casi ecuatorial a mediados de diciembre de 2001, aunque el sistema permaneció desorganizado durante más de una semana. La tormenta maduró gradualmente y alcanzó el estado de ciclón tropical el 29 de diciembre. Posteriormente, Waka experimentó una rápida intensificación en la que alcanzó su intensidad máxima como un ciclón tropical grave de categoría 4 —Escala de intensidad de ciclones tropicales australianos— el 31 de diciembre, con vientos de 185 km/h (115 mph). Poco después, pasó directamente sobre Vava'u, Tonga, lo que resultó con un daño generalizado. Para el 1 de enero de 2002, el ciclón comenzó a debilitarse a medida que experimentaba una transición extratropical. Los restos de Waka persistieron durante varios días más y se observaron por última vez cerca del océano Antártico el 6 de enero.
Aunque la tormenta afectó a varios países en su camino, Waka dejó las pérdidas más significativas en Tonga, donde causó la muerte a una persona y provocó daños valorados en 104.2 millones de pa'anga (51.3 millones de dólares). Cientos de estructuras, incluidas unas 200 en la ciudad más grande de la isla, y gran parte de la agricultura de la nación fueron destruidas. Los vientos superiores a 185 km/h (115 mph) azotaron a Vava'u y deshojaron a casi todos los árboles de la isla. Además de las pérdidas infraestructurales y públicas, el medio ambiente también se vio gravemente afectado; una especie nativa de murciélago perdió aproximadamente el 80 % de su población debido a la falta de fruta. Después de la tormenta, Tonga solicitó ayuda internacional para hacer frente a la escala de daños. Debido a la gravedad del daño, el nombre de Waka se retiró más tarde y  fue reemplazado por el de Wiki. Según un estudio de Janet Franklin y otros, las tormentas de intensidad similar a la de Waka, en promedio, azotan a Tonga una vez cada 33 años.

## Historia meteorológica

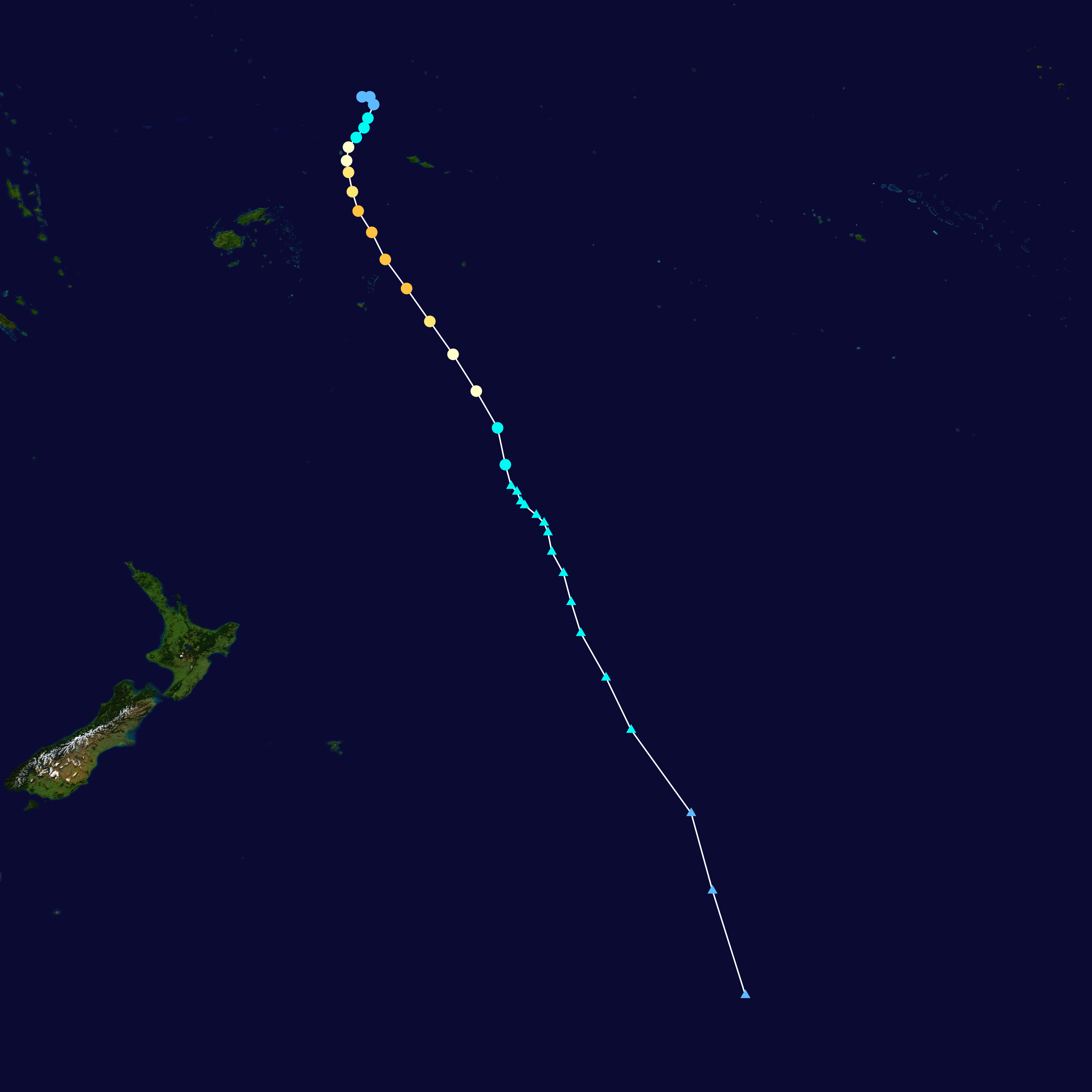
Mapa de la ruta del ciclón tropical severo Waka de la temporada de ciclones del Pacífico Sur 2001-2002. Los puntos muestran la ubicación de la tormenta en intervalos de 6 horas. El color representa las velocidades máximas sostenidas del viento de la tormenta, clasificadas en la escala de huracanes de Saffir-Simpson.

A mediados de diciembre de 2001, al final de un pulso de Oscilación de Madden y Julian, se desarrollaron dos depresiones monzónicas ecuatoriales gemelas en los hemisferios norte y sur. Si bien las temperaturas cálidas de la superficie del mar de 30 °C (86 °F) en la región favorecieron el desarrollo de un ciclón tropical, el canal del sur se desarrolló sustancialmente más lento que el del norte. El 19 de diciembre, el componente sur fue clasificado como Depresión Tropical 03F por el Centro Meteorológico Regional Especializado en Nadi (Fiyi); en este momento la depresión estaba situada justo al este de las Islas Salomón. El componente norteño eventualmente se convirtió en Tifón Faxai, un ciclón equivalente de categoría 5 extremadamente poderoso. A diferencia del Faxai, el precursor del ciclón Waka se desarrolló lentamente, principalmente debido a la moderada cizalladura del viento  en la región. Moviéndose hacia el sureste, el sistema gradualmente se volvió más organizado. En dos ocasiones, el Joint Typhoon Warning Center (JTWC) emitió una alerta de formación de ciclones tropicales ; sin embargo, la agencia los canceló en ambas ocasiones. Para el 27 de diciembre, la depresión había entrado en una región de menor cizallamiento, favoreciendo un desarrollo significativo del sistema. Al día siguiente, el JTWC clasificó el sistema como Depresión Tropical 07P, cuando la tormenta se ubicó a aproximadamente 640 km (400 millas) al noroeste de Pago Pago, Samoa Americana.
El rumbo hacia el suroeste en respuesta a una vaguada de nivel medio hacia el sureste, la depresión se intensificó rápidamente, alcanzando vientos con fuerza de vendaval el 29 de diciembre.  Al hacerlo, se convirtió en ciclón tropical y se le dio el nombre de Waka. Poco después, la tormenta experimentó una rápida intensificación;  aproximadamente 24 horas después de ser nombrado, Waka alcanzó vientos sostenidos de 120 km/h (75 mph). Durante el 30 de diciembre, el centro de la tormenta sacudió las islas Wallis y Futuna antes de girar hacia el sureste y acelerar debido a una aproximación desde el noroeste. Continuando para intensificarse, Waka pasó directamente sobre Niuafo'ou,el 31 de diciembre con vientos de 150 km/h (90 mph). Más tarde ese día, el ciclón alcanzó su intensidad máxima como un ciclón tropical severo de categoría 4 con vientos sostenidos de diez minutos de 185 km/h (115 mph) y una presión atmosférica de 930 mbar (hPa;27.46 inHg ). El JTWC evaluó que la tormenta había alcanzado vientos sostenidos de un minuto similares al alcanzar su punto máximo; sin embargo, esto se debió a discrepancias entre los dos centros de alerta. En este momento, Waka mostró un  ojo circular  bien definido.aproximadamente 60 km de diámetro. Poco después de alcanzar su intensidad máxima, el centro de Waka pasó sobre Vava'u.
Continuando en el nuevo año, Waka se debilitó gradualmente el 1 de enero de 2002 al entrar en una región menos favorable para los ciclones tropicales. Como resultado, la cizalladura del viento desplazó la convección atmosférica del centro y se rompió la pared del ojo. Moviéndose a través de la disminución de la temperatura de la superficie del mar, Waka comenzó a experimentar una transición extratropical, que completó el 2 de enero.  Al seguir hacia el sureste, el remanente del ciclón disminuyó brevemente sobre las aguas abiertas antes de acelerar nuevamente. Durante los siguientes días, el sistema se debilitó gradualmente, con vientos sostenidos que disminuyeron por debajo de la fuerza de la tormenta hasta el 5 de enero. La tormenta se notó por última vez el 6 de enero cerca del océano Austral, aproximadamente 2200 km al norte-noroeste de la Antártida, en cuyo momento tenía una presión de 972 mbar (hPa; 28.7 inHg).

## Preparación e impacto
| Precipitación           | Nombre       | Ubicación              | Ref   |
| ----------------------- | ------------ | ---------------------- | ----- |
| Rango 1 Lluvia 674.9 mm | Raja 1986    | Maopoopo, isla Futuna  | [ 7 ] |
| Rango 2 Lluvia 556.7 mm | Fran 1992    | Hihifo, isla Wallis    | [ 7 ] |
| Rango 3 Lluvia 291.2 mm | Val 1975     | Hihifo, Isla Wallis    | [ 7 ] |
| Rango 4 Lluvia 220.6 mm | Hina 1997    | Maopoopo, isla Futuna  | [ 7 ] |
| Rango 5 Lluvia 186 mm   | Evan 2012    | Isla Futuna            | [ 7 ] |
| Rango 6 Lluvia 180 mm   | Val 1980     | Maopoopo, isla Futuna  | [ 7 ] |
| Rango 7 Lluvia 171.6 mm | Keli 1997    | Hihifo, isla Wallis    | [ 7 ] |
| Rango 8 Lluvia 160.8 mm | Unnamed 1966 | Malaetoli, isla Wallis | [ 7 ] |
| Rango 9 Lluvia 160 mm   | Amos 2016    | Hihifo, isla Wallis    | [ 7 ] |
| Rango 10 Lluvia 119 mm  | Waka 2001    | Hihifo, isla Wallis    | [ 7 ] |

### Tonga
El 30 de diciembre, justo un día antes de que Waka pasara por Tonga, se emitieron advertencias para numerosas islas, incluidas partes de Fiyi y Samoa. Los pronósticos mostraron que la tormenta pasó directamente sobre la baja capital de Tonga, Nuku'alofa, como un ciclón de categoría 3. Debido a las advertencias de los medios locales, todas las celebraciones de la víspera del Año Nuevo se cancelaron cuando los residentes y los turistas abordaron sus hogares. Se cerraron todos los aeropuertos de la región y se suspendió el servicio de ferry. Muchos residentes en la pequeña isla de Niuafo'ou, a unos 35 km² en tamaño, evacuado a otras islas antes de la llegada de Waka.

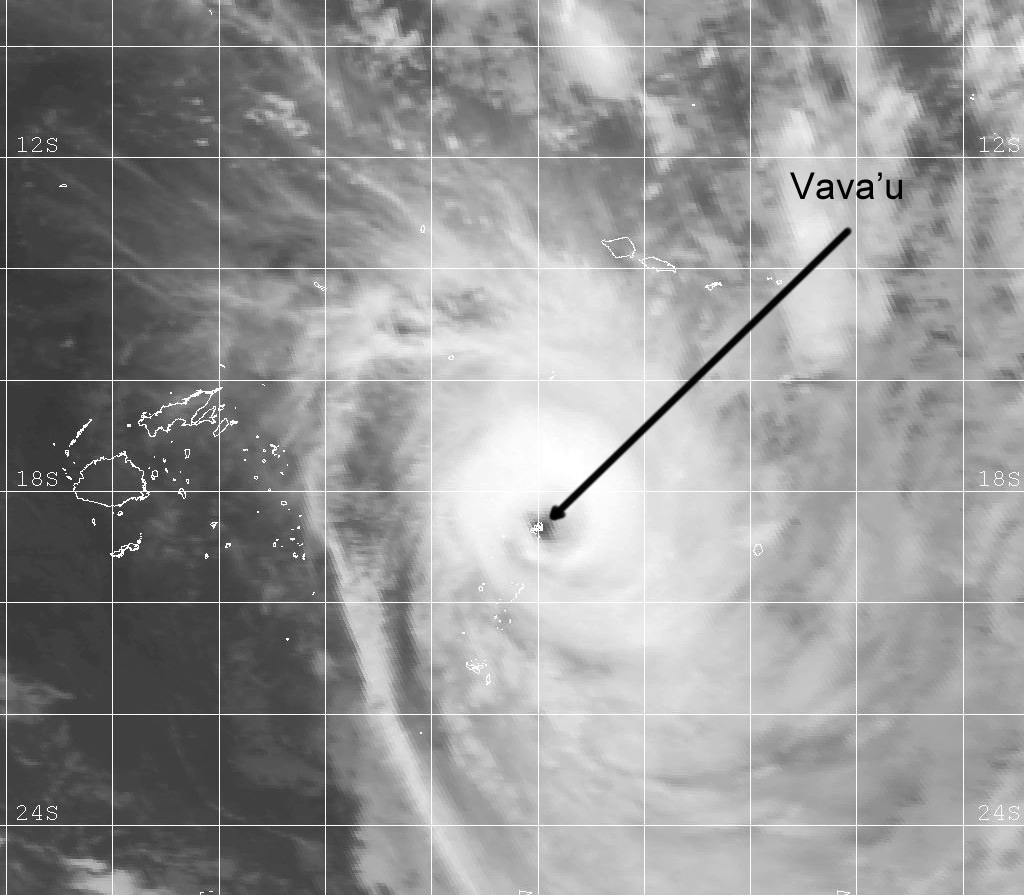
Imagen de satélite infrarroja del ciclón Waka pasando directamente sobre Vava'u el 31 de diciembre.

Cuando la tormenta se movía a través de las islas de Tonga en su punto máximo, algunas islas registraron vientos huracanados; la ciudad de Neiafu midió los vientos más fuertes, alcanzando un máximo de 185 km/h (115 mph). En las islas del sur, las ráfagas de viento de hasta 250 km/h (155 mph) afectaron áreas aisladas. En las islas Ha'apai , los vientos sostenidos alcanzaron los 100 km/h (65 mph) y se desvanecieron a 140 km/h (85 mph). Las fuertes lluvias también cayeron durante el paso de Waka, lo que representa más de 200 mm en Ha'apai.
Los informes iniciales de Nuku'alofa, el 31 de diciembre indicaron daños agrícolas graves, pero pocas pérdidas infraestructurales. Tras el paso de Waka, la comunicación con Niuas y Vava'u se perdió.  Según informes locales, los vientos fuertes azotaron Neiafu y derribaron casi todos los árboles. Las encuestas realizadas por la Cruz Roja revelaron que aproximadamente 200 casas en la ciudad fueron severamente dañadas o destruidas y las que quedaron en pie perdieron sus techos.  Vava'u perdió aproximadamente el 90 % de sus cultivos, incluidos los cultivos alimentarios esenciales como el taro, el ñame y el banano. En Ha'apai, una persona murió de un paro cardíaco provocado por la tormenta. Los árboles caídos bloquearon numerosos caminos; El suministro de energía y agua también se interrumpió para la mayoría de los residentes. También se produjeron graves daños en Niuatoputapu, donde las casas costeras se vieron afectadas por la marejada ciclónica de Waka y varias estructuras perdieron sus techos. En un caso, un yate fue llevado a tierra por la oleada y se estrelló en un restaurante, destruyendo ambos.
Según las encuestas de daños, trece de las islas del país sufrieron daños 470 casas y 6 escuelas fueron destruidas y cientos más dañadas. Los daños en Tonga ascendieron a 104.2 millones de pa'anga (51.3 millones de dólares). Además de daños a la infraestructura y al público, el medio ambiente sufrió pérdidas catastróficas en Tonga. El «Zorro volador» insular (Pteropus tonganus), una especie nativa de murciélago, sufrió grandes pérdidas de Waka. En comparación con los niveles de población pre-ciclón, el 79.8 % (± 9.9 %) de las especies fue sacrificado en seis islas. Esto se debió a la destrucción generalizada de su fuente de alimento natural, que disminuyó en un 85 % (± 11.8 %) después del Waka. Los árboles a lo largo de Vava'u se deshojaron completamente, aunque únicamente el 6.6 % murieron, sin dejar alimento para los murciélagos. El mayor declive en murciélagos fue en la Isla Utula'aina con un 95.7 %; La isla de A'a sufrió una pérdida total de plantas productoras de alimentos. Seis meses después de la tormenta, la población de murciélagos en Vava'u era únicamente el 20 % del nivel anterior a la tormenta.

### Otras partes
Durante las etapas formativas del ciclón, trajo vientos e hinchamientos significativos a Tokelau, lo que provocó inundaciones localizadas y daños en los cultivos. Samoa Americana también experimentó fuertes lluvias, que sumaron 56.9 mm, y ráfagas de hasta 90 km/h (56 mph). Los vientos derribaron algunos árboles y causaron daños menores en los cultivos, con pérdidas que ascendieron a 120 000 dólares. Grandes oleajes afectaron a la isla durante aproximadamente una semana a medida que la tormenta se desarrollaba y se alejaba de la región. El ciclón Waka también afectó a Wallis y Futuna, lo que provocó avisos y advertencias de ciclones tropicales del 28 al 31 de diciembre y luego afectó a Niue, lo que provocó advertencias allí del 30 de diciembre al 1 de enero. En la isla de Wallis, una casa fue destruida y el 50 % de la cosecha de banano se perdió. Un máximo de 112 mm  de lluvia cayó en el aeropuerto de Hihifo durante el paso del ciclón. Una ráfaga de viento de 126 km/h (78 mph) y oleajes de hasta 7 m se registraron en Wallis. Niue recibió un daño más significativo, experimentando una marejada ciclónica de hasta 8 m y un rocío marino de hasta 100 m tierra adentro. Numerosos árboles y líneas eléctricas caídas bloquearon las carreteras y dejaron sin energía las áreas del sur de la isla durante aproximadamente seis horas. El daño en Niue ascendió a 10 000 dólares.
Después de moverse a través de las islas de Tonga, los remanentes de Waka trajeron grandes oleajes, estimados hasta 2,5 m, en la Isla Norte de Nueva Zelanda. Miles de residentes y turistas se encontraban en la región después de las vacaciones de Año Nuevo. Los meteorólogos advirtieron que los océanos serían cada vez más peligrosos y aconsejaron a la gente que no se aventurara en el agua. Se llamó a todos los socorristas de Whangamata, así como a los ex salvavidas, para ayudar a mantener a unas 8000 personas fuera del agua. Aunque la mayoría de las personas permanecieron dentro de un área de natación designada, se tuvieron que hacer varios rescates. Las corrientes de resaca también llevaron a 38 personas al mar en la playa principal de Mount Maunganui; todos fueron rápidamente rescatados por socorristas.

## Repercusión

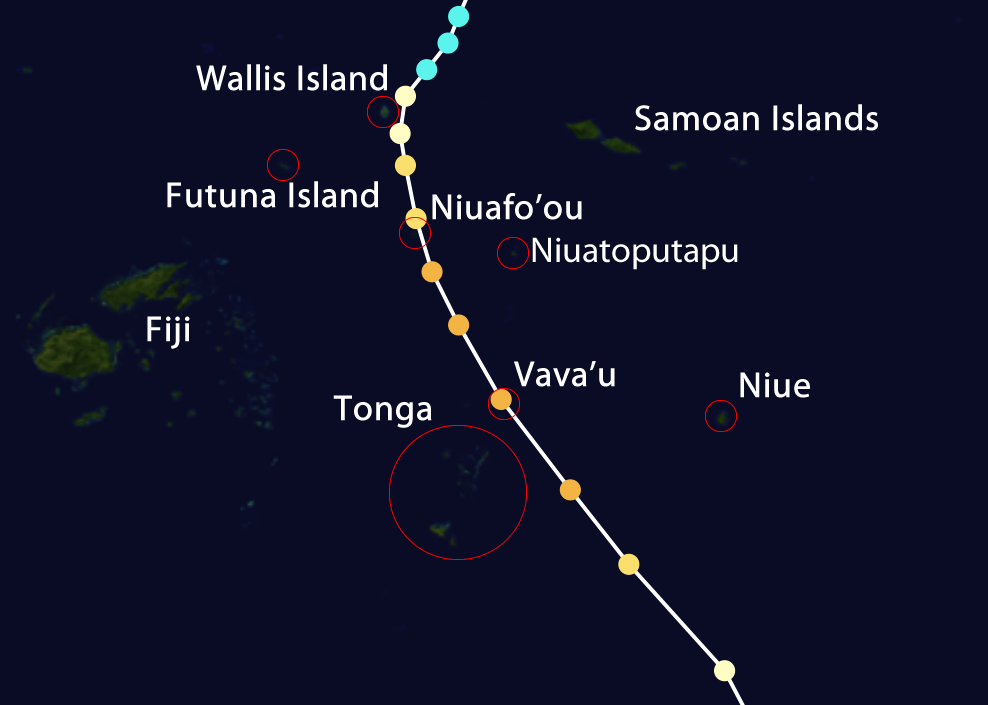
Pista ampliada del ciclón Waka entre el 29 de diciembre y el 1 de enero, que representa la trayectoria de la tormenta en relación con varias islas del Pacífico Sur.

Un día después del paso del ciclón Waka en Tonga, el gobierno de Nueva Zelanda desplegó un avión para estudiar la magnitud de los daños y restablecer el contacto con las islas Tongan. Este avión fue enviado de conformidad con el Acuerdo FRANZ, promulgado en 1992, que establece que los activos de un país se utilizarían en operaciones de socorro. El 2 de enero, el jefe de la Oficina de Desastres de Tonga anunció que probablemente necesitarían asistencia internacional para recuperarse de la tormenta. Debido al daño sustancial a la agricultura, se esperaba que la escasez de alimentos afectara a la región en los próximos meses. El 7 de enero, la Cruz Roja comenzó a enviar suministros a Tonga. Cientos de tiendas y lonas fueron traídas por un Lockheed AC-130]] australiano para ayudar en el proceso de recuperación. El 12 de enero, un Lockheed C-130 Hércules de Nueva Zelanda que transportaba suministros por valor de 700 000 dólares voló a la zona para entregar la ayuda. De este monto, 500 000 dólares se destinarían a la reparación de escuelas dañadas o destruidas y los 200 000 dólares restantes se destinarían a la iluminación de emergencia, la cocina y la recuperación del suministro de alimentos.
La Agencia de los Estados Unidos para el Desarrollo Internacional, que ofreció 25 000 dólares a mediados de enero, La Asamblea de la Polinesia Francesa en Tahití también proporcionó 770 000 dólares en suministros y ayuda de socorro. La principal industria de Tonga, el turismo, fue devastada por la tormenta, ya que no se permitió que ningún turista viajara a la región durante al menos dos semanas después de la travesía del Waka. El Gobierno de Tonga solicitó un total de 39,2 millones de dólares en concepto de ayuda internacional, la mayor parte de los cuales se destinó a la rehabilitación de la infraestructura. A principios de marzo, un comité de la Iglesia metodista unida estableció un fondo de ayuda basado en donaciones para proporcionar 210 000 dólares a 30 familias afectadas por la tormenta.. Alrededor de 180 personas recibieron asistencia para la reconstrucción de sus hogares por parte del Servicio Mundial de Iglesias a finales de ese mes. A medida que la escasez de alimentos se agravaba en abril, se enviaron suministros de emergencia a las islas Niuas de Tonga. En mayo, el Banco Mundial aprobó 5,85 millones de dólares de los Estados Unidos, para fondos de emergencia destinados a ayudar en la rehabilitación de infraestructuras.
Vava'u sufrió un tremendo descenso de las exportaciones agrícolas debido al Waka, con una caída del 86,5 % con respecto al año anterior. A pesar de las importantes pérdidas agrícolas, el sector terminó expandiéndose aproximadamente un 2 % a finales de 2002 y la economía en general creció un 2,9%. Debido a la gravedad de los daños causados por el ciclón, la Organización Meteorológica Mundial retiró el nombre de Waka después de su uso.